# Nậm Lầu
Nậm Lầu là một xã thuộc huyện Thuận Châu, tỉnh Sơn La, Việt Nam.
Xã có diện tích 156,38 km², dân số năm 1999 là 5429 người, mật độ dân số đạt 35 người/km².